# تالایکان (شهرستان قره‌سو)
تالایکان (به لاتین: Tölöykön) یک روستا در قرقیزستان است که در شهرستان قره‌سو (قرقیزستان) واقع شده‌است. تالایکان ۵٬۱۷۶ نفر جمعیت دارد و ۹۰۱ متر بالاتر از سطح دریا واقع شده‌است.